# Let's Sing 2017
Let's Sing 2017 (Let's Sing 9 en España) es el sexto juego de la serie de Let's Sing exclusivamente enfocado en el canto, desarrollado por Ravens Court y publicado por Deep Silver. Su lanzamiento oficial fue en Europa el 14 de octubre de 2016, para las plataformas Wii, PlayStation 4 y Xbox One. En América fue lanzado el 8 de noviembre de 2016.

## Modos de juego

### PlayStation 4, Xbox One
- Clásico: Canta una canción en solitario o enfréntate a tus amigos. El jugador con la mayor puntuación gana.
- Dúo: Modo multijugador. Haz un dúo con tus amigos, en el que cada jugador cantará su parte.
- Pasa el micro: Comparte con un compañero el micrófono. Durante la ronda, habrá una señal que te indique cuándo pasar el micrófono a tu compañero.
- De memoria: Como el modo «Clásico», pero algunas de las letras irán desapareciendo durante la ronda.

### Wii, Wii U
- Solo: Canta en solitario para practicar.
- Duelo: Compite contra tus amigos y consigue la puntuación más alta para vencerlos.
- Coop: Él trabajo en equipo es la clave! Logra la mejor actuaciÃ³n con tus amigos.
- Dueto: Canta y comparte una canción con tus amigos.
- De memoria y A Capella: Algunas de las letras irán desapareciendo durante la ronda. En el modo «A Capella», la música se apagará también.

## Lista de canciones

### Versión alemana
Let's Sing 2017 se compone los siguientes 35 sencillos musicales, de los cuales 30 son canciones internacionales y 5 son de origen alemán:
| Canción                        | Artista                              | Año  |
| ------------------------------ | ------------------------------------ | ---- |
| "Adventure Of A Lifetime"      | Coldplay                             | 2015 |
| "Auf Uns"                      | Andreas Bourani                      | 2014 |
| "Cheerleader"                  | OMI                                  | 2014 |
| "Come And Get It"              | John Newman                          | 2015 |
| "Don't Be So Hard On Yourself" | Jess Glynne                          | 2015 |
| "Glitterball"                  | Sigma ft. Ella Henderson             | 2015 |
| "Halt Dich An Mir Fest"        | Revolverheld ft. Marta Jandová       | 2010 |
| "Herz Über Kopf"               | Joris                                | 2015 |
| "How Deep Is Your Love"        | Calvin Harris & Disciples            | 2015 |
| "I Really Like You"            | Carly Rae Jepsen                     | 2015 |
| "King"                         | Years & Years                        | 2015 |
| "Lieblingsmensch"              | Namika                               | 2015 |
| "Lips Are Movin"               | Meghan Trainor                       | 2015 |
| "Love Me Like You Do"          | Ellie Goulding                       | 2015 |
| "Lush Life"                    | Zara Larsson                         | 2015 |
| "Marvin Gaye"                  | Charlie Puth ft. Meghan Trainor      | 2015 |
| "Me, Myself & I"               | G-Eazy ft. Bebe Rexha                | 2015 |
| "No"                           | Meghan Trainor                       | 2016 |
| "Not Letting Go"               | Tinie Tempah ft. Jess Glynne         | 2015 |
| "One Call Away"                | Charlie Puth                         | 2015 |
| "Pillowtalk"                   | Zayn                                 | 2016 |
| "Roses"                        | The Chainsmokers ft. Rozes           | 2015 |
| "See You Again"                | Wiz Khalifa ft. Charlie Puth         | 2015 |
| "Sexy And I Know It"           | LMFAO                                | 2012 |
| "She Looks So Perfect"         | 5 Seconds of Summer                  | 2014 |
| "Shut Up And Dance"            | Walk the Moon                        | 2014 |
| "Something I Need" (*)         | Ben Haenow (Original de OneRepublic) | 2014 |
| "Sorry"                        | Justin Bieber                        | 2015 |
| "Stressed Out"                 | Twenty One Pilots                    | 2015 |
| "Sugar"                        | Robin Schulz ft. Francesco Yates     | 2015 |
| "Waiting For Love"             | Avicii                               | 2015 |
| "Want To Want Me"              | Jason Derulo                         | 2015 |
| "Watch Me (Whip/Nae Nae)"      | Silentó                              | 2015 |
| "Where Are Ü Now"              | Skrillex & Diplo, Justin Bieber      | 2015 |

- Un (*) indica que la canción es un cover del original.

### Versión inglesa y estadounidense
Let's Sing 2017 se compone los siguientes 30 sencillos musicales:
| Canción                        | Artista                              | Año  |
| ------------------------------ | ------------------------------------ | ---- |
| "Adventure Of A Lifetime"      | Coldplay                             | 2015 |
| "Cheerleader"                  | OMI                                  | 2014 |
| "Come And Get It"              | John Newman                          | 2015 |
| "Don't Be So Hard On Yourself" | Jess Glynne                          | 2015 |
| "Glitterball"                  | Sigma ft. Ella Henderson             | 2015 |
| "How Deep Is Your Love"        | Calvin Harris & Disciples            | 2015 |
| "I Really Like You"            | Carly Rae Jepsen                     | 2015 |
| "King"                         | Years & Years                        | 2015 |
| "Lips Are Movin"               | Meghan Trainor                       | 2015 |
| "Love Me Like You Do"          | Ellie Goulding                       | 2015 |
| "Lush Life"                    | Zara Larsson                         | 2015 |
| "Marvin Gaye"                  | Charlie Puth ft. Meghan Trainor      | 2015 |
| "Me, Myself & I"               | G-Eazy ft. Bebe Rexha                | 2015 |
| "No"                           | Meghan Trainor                       | 2016 |
| "Not Letting Go"               | Tinie Tempah ft. Jess Glynne         | 2015 |
| "One Call Away"                | Charlie Puth                         | 2015 |
| "Pillowtalk"                   | Zayn                                 | 2016 |
| "Roses"                        | The Chainsmokers ft. Rozes           | 2015 |
| "See You Again"                | Wiz Khalifa ft. Charlie Puth         | 2015 |
| "Sexy And I Know It"           | LMFAO                                | 2012 |
| "She Looks So Perfect"         | 5 Seconds of Summer                  | 2014 |
| "Shut Up And Dance"            | Walk the Moon                        | 2014 |
| "Something I Need" (*)         | Ben Haenow (Original de OneRepublic) | 2014 |
| "Sorry"                        | Justin Bieber                        | 2015 |
| "Stressed Out"                 | Twenty One Pilots                    | 2015 |
| "Sugar"                        | Robin Schulz ft. Francesco Yates     | 2015 |
| "Waiting For Love"             | Avicii                               | 2015 |
| "Want To Want Me"              | Jason Derulo                         | 2015 |
| "Watch Me (Whip/Nae Nae)"      | Silentó                              | 2015 |
| "Where Are Ü Now"              | Skrillex & Diplo, Justin Bieber      | 2015 |

### Versión española y latina
Let's Sing 2017 y Let's Sing 9 se compone los siguientes 35 sencillos musicales, de los cuales 30 son canciones entre españolas y latinas y 5 son internacionales
| Canción                      | Artista                                           | Año  |
| ---------------------------- | ------------------------------------------------- | ---- |
| "Adrenalina"                 | Wisin ft. Jennifer Lopez & Ricky Martin           | 2014 |
| "Adventure Of A Lifetime"    | Coldplay                                          | 2015 |
| "Allí Donde Solíamos Gritar" | Love of Lesbian                                   | 2009 |
| "Barbie de Extrarradio"      | Melendi                                           | 2010 |
| "Cadillac"                   | Mario Jefferson                                   | 2015 |
| "Canción De Amor Caducada"   | Melendi                                           | 2010 |
| "Como te atreves"            | Morat                                             | 2016 |
| "El Arte De Vivir"           | Antonio José                                      | 2015 |
| "Él No Te Da"                | Dasoul                                            | 2015 |
| "Eres Mía"                   | Xriz ft. Dasoul                                   | 2015 |
| "Hasta El Amanecer"          | Nicky Jam                                         | 2016 |
| "He Llorado (Como Un Niño)"  | Juan Magán ft. Gente de Zona                      | 2015 |
| "La Escalera"                | Pablo Alborán                                     | 2014 |
| "La Mordidita"               | Ricky Martin ft. Yotuel                           | 2015 |
| "La Música De Tus Tacones"   | El Arrebato                                       | 2015 |
| "Lips Are Movin"             | Meghan Trainor                                    | 2015 |
| "Miedo A Querer"             | Paula Rojo                                        | 2015 |
| "Mirame"                     | Antonio Orozco                                    | 2015 |
| "No Hay Nadie Como Tú"       | Gemeliers                                         | 2015 |
| "Perdóname"                  | Ricky Martin                                      | 2015 |
| "Poco"                       | Paula Rojo                                        | 2015 |
| "Por Fin Te Encontré"        | Cali y El Dandee ft. Juan Magán & Sebastián Yatra | 2015 |
| "Qué Has Hecho Con Mi Vida"  | Eva Ruiz                                          | 2016 |
| "Rayos De Sol"               | Jose de Rico ft. Henry Méndez                     | 2011 |
| "Siempre Brillaras"          | Martina Stoessel                                  | 2016 |
| "Somos"                      | Xuso Jones                                        | 2015 |
| "Sorry"                      | Justin Bieber                                     | 2015 |
| "Sugar"                      | Robin Schulz ft. Francesco Yates                  | 2015 |
| "Tenía Tanto Que Darte"      | Nena Daconte                                      | 2008 |
| "Todo Va A Ir Bien"          | Marlon                                            | 2015 |
| "Torre De Babel"             | David Bisbal ft. Wisin & Yandel                   | 2006 |
| "Uno x Uno"                  | Manuel Carrasco                                   | 2015 |
| "Waiting For Love"           | Avicii                                            | 2015 |
| "Ya No"                      | Manuel Carrasco                                   | 2015 |

## DLC
| Canción                                       | Artista                              | Año  |
| --------------------------------------------- | ------------------------------------ | ---- |
| "All Night Long"                              | Lionel Richie                        | 1983 |
| "Come On Eileen"                              | Dexy's Midnight Runners              | 1982 |
| "Crazy Little Thing Called Love"              | Queen                                | 1979 |
| "Everybody Wants to Rule the World"           | Tears for Fears                      | 1984 |
| "(I Can't Help) Falling In Love With You" (*) | UB40 (Original de Elvis Presley)     | 1993 |
| "No Money"                                    | Galantis                             | 2016 |
| "Our House"                                   | Madness                              | 1982 |
| "Perfect Strangers"                           | Jonas Blue ft. JP Cooper             | 2016 |
| "Reality"                                     | Lost Frequencies ft. Janieck Devy    | 2015 |
| "Sacrifice"                                   | Elton John                           | 1989 |
| "Sweet Lovin'"                                | Sigala                               | 2015 |
| "Tainted Love" (*)                            | Soft Cell (Original de Gloria Jones) | 1981 |
| "Tears"                                       | Clean Bandit                         | 2016 |
| "Upside Down"                                 | Diana Ross                           | 1980 |
| "Zombie"                                      | The Cranberries                      | 1994 |

- Un "(*)" indica que la canción es un cover del original.